# Christine (2016)
Christine (no Brasil: Christine: Uma História Verdadeira) é um filme de drama biográfico de 2016 dirigido por Antonio Campos e escrito por Craig Shilowich. É baseado na história de Christine Chubbuck, uma jornalista estadunidense que cometeu suicídio enquanto apresentava seu programa de televisão ao vivo em 1974. Estrelado por Rebecca Hall e Michael C. Hall, o filme foi lançado em 23 de janeiro de 2016 durante o Festival Sundance de Cinema, chegando aos cinemas dos Estados Unidos em 14 de outubro de 2016. O filme recebeu avaliações positivas dos críticos de cinema, elogiando especialmente a atuação de Rebecca Hall.
A personagem de Rebecca luta contra a depressão, juntamente com frustrações profissionais e pessoais, enquanto tenta avançar em sua carreira.

## Elenco
- Rebecca Hall como Christine Chubbuck
- Michael C. Hall como George Peter Ryan
- Tracy Letts como Michael Nelson
- Maria Dizzia como Jean Reed
- J. Smith-Cameron como Peg Chubbuck
- John Cullum como Bob Andersen
- Timothy Simons como Steve Turner
- Kim Shaw como Andrea Kirby
- Morgan Spector como Doutor Parsons

## Recepção crítica
Depois de sua exibição no Festival de Sundance, Christine recebeu uma recepção calorosa dos críticos, que se concentraram na performance de Rebecca Hall.
No site especializado Metacritic, Christine obteve 72 pontos, o que significa "revisões geralmente favoráveis". Por outro lado, em Rotten Tomatoes, o filme alcançou 88% de aprovação, considerando 122 avaliações profissionais. O consenso do site Tomatazos é:
Em dezembro de 2019, o site especializado em entretenimento TheWrap compilou uma lista dos dez melhores filmes biográficos dos anos 2010, onde Christine ocupou o quarto lugar. Segundo o TheWrap, a performance de Rebecca Hall é uma das melhores da década. Além disso, o site /Film destacou o trabalho de Rebecca Hall em Christine como uma das maiores personagens femininas dos últimos dez anos.